# سو كوفمان
سو كوفمان (بالإنجليزية: Sue Kaufman)‏ (7 أغسطس 1926، لونغ آيلند في الولايات المتحدة - 25 يونيو 1977، نيويورك في الولايات المتحدة)؛ كاتِبة وروائية أمريكية.

## روابط خارجية
- سو كوفمان على موقع IMDb (الإنجليزية)